# Oziorni (Krasnoiarsk)
|  | Per a altres significats, vegeu «Oziorni». |

Oziorni (en rus: Озёрный) és un poble (un possiólok) del krai de Krasnoiarsk, a Rússia, segons el cens del 2010 tenia 49 habitants. Pertany al districte municipal d'Àban.